# 调和函数
在数学、数学物理学以及随机过程理论中，都有调和函数的概念。一个调和函数是一个二阶连续可导的函数f : U → R（其中U是Rn里的一个开子集），其满足拉普拉斯方程，即在U上满足方程：
{\displaystyle {\frac {\partial ^{2}f}{\partial x_{1}^{2}}}+{\frac {\partial ^{2}f}{\partial x_{2}^{2}}}+\cdots +{\frac {\partial ^{2}f}{\partial x_{n}^{2}}}=0}
上式也经常写作
{\displaystyle \nabla ^{2}f=0}或{\displaystyle \ \Delta f=0}，其中符号{\displaystyle \Delta }是拉普拉斯算子
调和函数还用一个较为弱的定义，但这个定义与上述的定义是等价的。
运用拉普拉斯-德拉姆算子{\displaystyle \Delta }，调和函数可以在任意的黎曼流形上定义。在这种情况下，调和函数直接定义为：满足 
{\displaystyle \ \Delta f=0}
一个{\displaystyle C^{2}}的函数如果满足{\displaystyle \Delta f\geq 0}，则被称作次调和函数。 

## 例子
二元的调和函数的例子有：
- 任意全纯函数的实数部分和虚数部分。
- 函数：

{\displaystyle f(x_{1},x_{2})=\ln(x_{1}^{2}+x_{2}^{2})}
这个函数定义在R2 \ {0}上（实际上是一个均匀线电荷所产生的电势或一个细长的均匀无限长圆柱形物体产生的引力势所对应的数学模型）
- 函数：

{\displaystyle f(x_{1},x_{2})=e^{x_{1}}\sin {x_{2}}}。
n元的调和函数的例子有：
- Rn所有的常数函数、线性函数和仿射函数（比如说两块均匀带电无限大平板之间的电势）。
- 定义在Rn \ {0}上的函数f(x1,...,xn) = (x12 + ... + xn2)1 −n/2，其中n ≥ 2。

在三元的调和函数的例子前，先定义{\displaystyle r^{2}=x^{2}+y^{2}+z^{2}}以简化形式。下面表格中的函数在经过数乘（乘以一个常数）、旋转和相加后仍然会是调和函数。调和函数是由其奇点决定的。调和函数的奇点可以在电磁学中解释为电荷所在的点，因此相应的调和函数可以看作是某种电荷分布下的电势场。
| 函数                                       | 奇点                       |
| ------------------------------------------ | -------------------------- |
| {\displaystyle {\frac {1}{r}}}             | 原点处的点电荷             |
| {\displaystyle {\frac {x}{r^{3}}}}         | 原点处的x-向电偶极矩       |
| {\displaystyle -\ln(r^{2}-z^{2})\,}        | 整个z-轴上均匀带电的线电荷 |
| {\displaystyle -\ln(r+z)\,}                | 负的z-轴上均匀带电的线电荷 |
| {\displaystyle {\frac {x}{r^{2}-z^{2}}}\,} | 整个z-轴上的线性电偶极矩   |
| {\displaystyle {\frac {x}{r(r+z)}}\,}      | 负的z-轴上的线性电偶极矩   |

## 性质
在给定的开集U上所有的调和函数的集合是其上的拉普拉斯算子Δ的核，因此是一个R的向量空间：调和函数的和與差以及数乘，結果依然是调和函数。
如果f是U上的一个调和函数，那么f的所有偏导数也仍然是U上的调和函数，在调和函数类上，拉普拉斯算子和偏导数算子是交换的。
在某些意义上，调和函数是全纯函数在实值函数上的对应物。所有的调和函数都是解析的，也就是说它们可以局部地展开成幂级数。这是关于椭圆算子的一个性质，而拉普拉斯算子是一个常见的例子。
收敛的调和函数列的一致极限仍会是调和的。这是因为所有满足介值性质的连续函数都是调和函数。

## 与复函数理论的联系
一个全纯函数的实数和虚数部分都是R2上的调和函数。反过来说，对于一个调和函数u，总可以找到一个调和函数v，使得函数u+iv是全纯函数。这个函数v被称为调和函数u的调和共轭。这里的函数v在差一个常数的意义上是唯一定义的。这个结果在希尔伯特变换中有应用，也是数学分析中一个与奇异积分算子有关的基本例子。在几何意义上，u和v可以被看作具有正交的关系。如果画出两者的等值线，那么两条线在交点处正交（两条切线成直角）。在这种视角下，函数u+iv可以被看作一种“复位势场”，其中u是一个位势函数，而v是流函数。

### 调和函数规则性的理论
调和函数总是无穷次可导（光滑）的。事实上，调和函数是实解析函数的一种。

### 极大值定理
调和函数满足以下的极大值定理：如果K是U的一个紧子集，那么f在K上诱导的函数只能在边界上达到其最大值和最小值。如果U是连通的，那么这个定理意味着f不能达到最大值和最小值，除非它是常数函数。次调和函数也满足这一定理。

### 介值性质
设B(x,r)是一个以x为中心，以r为半径的完全在U中的球，那么调和函数f(x)球的边界上取值的平均值和f在球的内部的取值的平均值相同。也就是说：
{\displaystyle u(x)={\frac {1}{\omega _{n}r^{n-1}}}\oint _{\partial B(x,r)}u\,dS={\frac {n}{\omega _{n}r^{n}}}\int _{B(x,r)}u\,dV}
其中{\displaystyle \omega _{n}}表示n维的单位球面。

### 刘维尔定理
如果f在整个Rn都有定义的调和函数，并且在其上有最大值或最小值，那么函数f是常数函数（参见复平面上函数的刘维尔定理）。

## 推广
调和函数研究的一个推广是黎曼流形上的调和形的研究，后者与上同调的研究有关。此外，可以定义调和的向量值函数，或者两个黎曼流形间的调和映射。这些调和映射出现在最小表面理论中。比如说，一个从R上区间
射到一个黎曼流形的映射是调和的当且仅当它是一条短程线。